# Rapertingen
Rapertingen is een kerkdorp gelegen ten zuiden van de Belgische stad Hasselt. Rapertingen telde einde 2007 2952 inwoners.
Rapertingen ligt aan de N20, de steenweg van Hasselt naar Tongeren. Rapertingen grenst in het oosten aan Diepenbeek, in het zuiden aan Kortessem en Wimmertingen en in het westen aan Sint-Lambrechts-Herk. Net ten zuiden van de woonkern wordt Rapertingen in twee verdeeld door de E313/A13-autosnelweg. De Mombeek, een zijtak van de Herk, vormt de zuidgrens van het gehucht.

## Geschiedenis
Rapertingen werd voor het eerst vermeld in 1312 toen de kanunniken van het Heilig Graf hun klooster verhuisden van Wimmertingen naar de hoger gelegen Henegauwberg ten zuiden van Rapertingen. Rapertingen was lange tijd een landelijk gehucht van Hasselt. Pas in de 19e eeuw ontstond er een woonkern langs de steenweg en in het begin van de 20e eeuw werd Rapertingen een zelfstandige parochie.
Na de aanleg van de autosnelweg met een afrit langs de N20 kwam de ontwikkeling van Rapertingen pas goed op gang. Er kwam een grote woonwijk Henegauw ten zuiden van de E313. In de jaren 1990 werd het industriepark Ekkelgarden opgericht en in 2006 werd er gestart met de bouw een woonpark met 450 woningen en appartementen.

## Bezienswaardigheden
- De neoromaanse Sint-Jozefskerk uit 1914, ontworpen door architect Jozef Deré. De muurschilderingen van 1966 zijn van Rik Verelst.
- Het neoclassicistische Kasteel van Mombeek uit de tweede helft van de 19e eeuw was sinds de middeleeuwen tot in de 17e eeuw eigendom van de heer van Mombeek die het nabijgelegen klooster van Henegauw met tienden en andere giften bevoordeligde. Nadien ging het bezit over naar de familie de Geloes en andere families. Het is nu een neoclassicistisch kasteel omgeven door een klein park en enkele vijvers. Links ervan bevindt zich de boerderij uit 1777. Tijdens de Eerste Wereldoorlog werd het kasteel van elektriciteit voorzien door een verderop gelegen Mombeekmolen.
- Het neoclassicistische Kasteel van Pietelbeek van 1850-1900 met park en de Pietelbeekwinning, een voormalig gesloten hoeve met een inrijpoort van 1767.
- Het classicistische kasteel van Henegauw uit de 18e eeuw op de plaats waar de kanunniken van de orde van het Heilig Graf zich in 1312 vestigden nadat ze Wimmertingen omwille van de regelmatige overstromingen van de Mombeek verlieten. Na 1600 nam de vrouwelijke tak van de orde van het Heilig Graf, ook Bonnefanten genoemd (verbastering van 'les soeurs des bons enfants' zoals zij in Luik heetten waar zij aan kinderen een schoolopvoeding gaven) het klooster over. Zij vestigden er een priorij die in 1781 werd verkocht aan particulieren. Het schuurgebouw uit 1741 is nog in goede staat. De gebouwen van het nadien tot kasteel verbouwde klooster herbergden de eerste jeneverstokerij in Hasselt buiten de stadsmuren. In 1974 werd het door brand vernield en sinds 2018 is het volledig gerestaureerd. De goederen en het park van het kasteel – waar zich nog een ijskelder bevindt – werden in de tweede helft van de 20e eeuw verkaveld. Een 200-tal woningen vormen er nu de afzonderlijke residentiële wijk Henegauw waarvan het noordelijke deel tot de parochie Rapertingen, het zuidelijke deel tot de parochie Wimmertingen behoort.
- Verscheidene hoeven uit de 18e eeuw waaronder de Cellebroederswinning van omstreeks 1750, de voormalige kloosterhoeve van de Hasseltse Cellebroeders.

## Natuur en landschap
Rapertingen ligt aan de zuidoostrand van de Hasseltse agglomeratie en is deels verstedelijkt. De onmiddellijke aanwezigheid van de autosnelweg A13 draagt aan dit beeld bij. Ook de N20, hier Luikersteenweg genaamd en onderdeel van de steenweg op Luik, zorgt voor veel verkeer.
Rapertingen ligt op de grens van de Kempen en Vochtig-Haspengouw, op een hoogte van ongeveer 50 tot 60 meter.

## Nabijgelegen kernen
Hasselt, Wimmertingen
Deelgemeenten: Guigoven · Hasselt · Kermt · Kortessem · Kuringen · Sint-Lambrechts-Herk · Spalbeek · Stevoort · Stokrooie · Wimmertingen · Vliermaal · Vliermaalroot · Wintershoven

Stadsdelen: Banneuxwijk · Heilig-Hartwijk · Kapermolen · Runkst · Sint-Catharinawijk · Sint-Martinuswijk

Overige plaatsen: Godsheide · Heide  · Kanaalkom · Kiewit · Overdemer · Rapertingen · Schimpen  · Tuilt

Belgische gemeenten · Arrondissement Hasselt · Limburg · Vlaanderen